# Bischwiller
Bischwiller (en alsacià Bíschwiller) és un municipi francès, situat a la regió del Gran Est, al departament del Baix Rin. L'any 1999 tenia 12.898 habitants.
Forma part del cantó de Bischwiller, del districte de Haguenau-Wissembourg i de la Comunitat d'aglomeració de Haguenau.

## Demografia
| 1962  | 1968  | 1975  | 1982   | 1990   | 1999   |
| ----- | ----- | ----- | ------ | ------ | ------ |
| 8.198 | 8.780 | 9.653 | 10.612 | 10.969 | 11.596 |

## Administració
| Període   | Identitat        | Partit | Qualitat |  |
| --------- | ---------------- | ------ | -------- |  |
| 1945-1959 | Louis Loeffler   | PCF    |          |  |
| 1959-1989 | Paul Klauss      | RPR    |          |  |
| 1989-2006 | Jean-Luc Hirtler | RPR    |          |  |
| 2006-2007 | Robert Lieb      |        |          |  |
| 2007-     | Nicole Thomas    |        |          |  |

## Personatges il·lustres
- Otto Meissner, polític alemany
- Lucien Müller Schmidt, futbolista i entrenador.
- Claude Vigée, poeta jueu alsacià.
- Sylvie Reff, escriptora.
- Johannes Plew (1847-1896), músic i pedagog de cant.